# The Last Ninja
The Last Ninja är ett datorspel utvecklat av det brittiska företaget System 3, som släpptes 1987 för Commodore 64, och till flera andra format. Det gjordes även reklam om en version för ZX Spectrum, men den släpptes aldrig. Spelets uppföljare släpptes dock till ZX Spectrum. Spelets musik komponerades av Ben Daglish, Anthony Lees och Jochen Hippel.
Spelet är ett actionspel sett ur ett isometriskt tredjepersonsperspektiv som styrs med joystick.
Spelet fick två uppföljare, Last Ninja 2 och Last Ninja 3. Originalspelet fick dessutom en nyversion kallad Last Ninja Remix. (Det andra spelet i serien fick också en nyversion kallad Last Ninja Remix.)
The Last Ninja är ett av de mest framgångsrika spelen släppta till Commodore 64, med över 4 miljoner sålda spel.

## Handling
Spelet handlar om Armakuni, den sista ninjan i sin klan. När Armakuni mot sin vilja beordrats stanna hemma för att vakta ett tempel, reser hans vapenbröder på en pilgrimsresa till ön Lin Fen. Då låter shogunmystikern Kunitoki onda andar förgöra Armakunis vapenbröder. Kunitoki hoppas därmed på Lin Fen kunna inviga sina egna samurajer i ninjaordens uråldriga lära.
Ingen av pilgrimerna överlever Kunitokis besvärjelser. Efter att ha svurit att hämnas sina kamrater beger sig Armakuni till Lin Fen - som snabbt visar sig vara ett veritabelt fort där Kunitokis hantlangare inte utgör de enda farorna.
Spelaren ska leda Armakuni genom sex nivåer på Lin Fen, där målet är det palats där Kunitoki antas vara.

## Mottagande
Datormagazin ansåg att man hade lyckats kombinera äventyrsspelens gåtor med arkadspelens häftiga fighter, och gav spelet 4/5 i medelvärde.